# Темосон-Сур
Темосон-Сур (исп. Temozón Sur) — небольшой город в Мексике, штат Юкатан, муниципалитет Абала. Численность населения, по данным переписи 2010 года, составила 760 человек.

## Общие сведения
В городе находится туристическая усадьба Асьенда Темосон. В XVII веке она была испанским колониальным поселением. В настоящее время переоборудована в гостиницу и служит местом отдыха для приезжающих туристов.
Здесь проводились президентские встречи между президентами Мексики и США — в 1999 году встречались Эрнесто Седильо и Билл Клинтон, а в марте 2007 года проходила встреча между Фелипе Кальдероном и Джорджем Бушем.